# Speed Dice
Speed Dice ist ein einfaches Lege- und Partyspiel des israelischen Spieleautors Haim Shafir, das 2014 erschien. Es handelt sich um ein Spiel für zwei bis vier Spieler, bei dem mit Hilfe von Buchstabenwürfeln möglichst schnell Wörter gelegt werden müssen.

## Spielweise
Bei Speed Dice geht es darum, mit Hilfe von sieben aus  acht Buchstabenwürfeln pro Spieler möglichst schnell Wörter zu legen. Der schnellste Spieler wirft den achten Würfel in die trichterförmige Aussparung der Schachtel, der unten liegende Würfel kennzeichnet entsprechend den Sieger.
Das Spielmaterial bestand in der ersten Auflage aus vier Sets mit jeweils acht Würfeln in vier Spielerfarben sowie einem doppelseitig bedruckten Pokalchip; in der zweiten Auflage wurde der Pokalchip entfernt. Hinzu kommt eine trichterförmige Würfelschale im Schachtelboden.

### Spielablauf
Zum Beginn des Spiels bekommt jeder Mitspieler einen Satz Würfel entsprechend der von ihm gewählten Spielerfarbe. Alle Spieler würfeln gleichzeitig mit ihren acht Würfeln und versuchen dann aus sieben der acht Würfel ein Wort oder ein Kreuzwort zu bilden. Gelingt es ihnen, werfen sie ihren letzten Würfel möglichst schnell in die Würfelschale. Der Spieler, dessen Würfel unten liegt, war der Schnellste und gewinnt die Runde.
In der ersten Auflage des Spiels bekam der Sieger der Runde den Pokalchip und legte ihn mit der Silberseite nach oben vor sich ab. Gewann in der nächsten Runde ein anderer Spieler, konnte er den Pokal an sich nehmen. Gelang es einem Spieler, zweimal nacheinander eine Runde zu gewinnen, drehte er den Pokal auf die Goldseite und hatte gewonnen. In der zweiten Auflage darf der Gewinner der Runde seinen Würfel aus der Würfelschale seitlich auf die Würfelschale legen und hat für die folgenden Runden einen Würfel weniger zur Verfügung. Wird einem Spieler nachgewiesen, dass er den ersten Würfel in die Schale geworfen hat, obwohl seine Wörter nicht korrekt sind, muss er neben dem eingeworfenen Würfel einen Würfel aus der Mitte wieder zu sich nehmen (wenn er einen Würfel in der Mitte liegen hat). In dieser Version gewinnt der Spieler, der zuerst als Rundensieger den dritten Würfel in die Mitte legen darf.

## Ausgaben und Rezeption
Speed Cups wurde von Haim Shafir entwickelt und 2014 bei dessen Verlag Shafir Games in Israel veröffentlicht. Im Jahr 2016 erschien das Spiel auf Deutsch beim Spieleverlag Amigo sowie auf Niederländisch bei 999 Games. In der deutschen und niederländischen Version wurde das Design durch den Grafiker Markus Wagner entwickelt, der als interner Grafiker bei Amigo arbeitet.

## Belege
1. 1 2 3 4 5  Offizielle Spielregeln für Speed Cups, 1. Auflage.
2. 1 2  Offizielle Spielregeln für Speed Cups, 1. Auflage. Download auf der Verlagswebsite zum Spiel; abgerufen am 5. Februar 2018.
3. ↑  Versionen von Speed Dice in der Datenbank BoardGameGeek; abgerufen am 22. November 2017.
4. ↑  Wie entsteht ein Spiel?; abgerufen am 22. November 2017.